# Nottingham Forest Football Club 2008-2009

## Stagione
Nella stagione 2008-2009, il Nottingham Forest Football Club ha disputato la Football League Championship, seconda divisione del campionato inglese e le due principali coppe nazionali. Sul fronte allenatori, a fine dicembre venne esonerato Colin Calderwood che aveva portato la squadra alla promozione l'anno precedente. Dopo una partita contro il Norwich City, in cui la squadra fu guidata alla vittoria per 3-2 da John Pemberton, tecnico delle giovanili, la stessa fu affidata a Billy Davies.
Il campionato è stato chiuso con un deludente 19º posto. In League Cup è stato eliminato al secondo turno dal Sunderland.
In Fa Cup la squadra è stata eliminata al Quarto turno dal Derby County. La partita, nota anche come East Midlands derby, è stata valida per il Brian Clough Trophy, un particolare trofeo amichevole messo in palio ogni volta che i due team si affrontano durante una stagione (cosa che accadde altre due volte in campionato sempre con vittoria del Derby County). Il trofeo è dedicato proprio a Brian Clough artefice dei trionfi europei del Forest e tecnico nell'annata dell'unico campionato vinto dai Garibaldi Reds

## Completi e Sponsor
Lo sponsor tecnico confermato per la stagione 2008-2009 è la Umbro, marchio inglese
di abbigliamento sportivo. Il main sponsor è Capital One.
| Manica sinistra · Manica sinistra · Maglietta · Maglietta · Manica destra · Manica destra · Pantaloncini · Calzettoni |
| Casa |

| Manica sinistra · Maglietta · Maglietta · Manica destra · Pantaloncini · Calzettoni |
| Trasferta                                                                           |

| Manica sinistra · Maglietta · Maglietta · Manica destra · Pantaloncini · Pantaloncini · Calzettoni |
| Terza                                                                                              |

## Rosa
| N. |                        | Ruolo | Calciatore      |
| -- | ---------------------- | ----- | --------------- |
| 2  | Inghilterra (bandiera) | D     | Kelvin Wilson   |
| 3  | Inghilterra (bandiera) | D     | Joel Lynch      |
| 4  | Inghilterra (bandiera) | D     | Luke Chambers   |
| 5  | Inghilterra (bandiera) | D     | Wes Morgan      |
| 6  | Inghilterra (bandiera) | D     | Ian Breckin     |
| 7  | Inghilterra (bandiera) | C     | James Perch C   |
| 8  | Inghilterra (bandiera) | C     | Lewis McGugan   |
| 9  | Inghilterra (bandiera) | A     | Nathan Tyson    |
| 10 | Galles (bandiera)      | A     | Robert Earnshaw |
| 11 | Inghilterra (bandiera) | C     | Paul Anderson   |
| 12 | Inghilterra (bandiera) | A     | Garath McCleary |
| 14 | Galles (bandiera)      | C     | Arron Davies    |
| 15 | Inghilterra (bandiera) | C     | Chris Cohen     |
| 16 | Inghilterra (bandiera) | A     | Joe Garner      |
| 19 | Francia (bandiera)     | C     | Guy Moussi      |
| 24 | Irlanda (bandiera)     | C     | Mark Byrne      |

| N. |                        | Ruolo | Calciatore      |  |
| -- | ---------------------- | ----- | --------------- |  |
| 25 | Inghilterra (bandiera) | D     | Richard Tait    |  |
| 26 | Inghilterra (bandiera) | C     | Matt Thornhill  |  |
| 27 | Irlanda (bandiera)     | D     | Brendan Moloney |  |
| 28 | Inghilterra (bandiera) | A     | Emile Sinclair  |  |
| 29 | Inghilterra (bandiera) | D     | Julian Bennett  |  |
| 31 | Inghilterra (bandiera) | P     | Paddy Gamble    |  |
| 32 | Algeria (bandiera)     | D     | Hamza Bencherif |  |
| 33 | Inghilterra (bandiera) | C     | Liam Hook       |  |
| 34 | Inghilterra (bandiera) | C     | Reece Staples   |  |
| 35 | Inghilterra (bandiera) | D     | Jason Lipscombe |  |
| 36 | Inghilterra (bandiera) | D     | Joe Heath       |  |
| 37 | Inghilterra (bandiera) | A     | Adam Newbold    |  |
| 38 | Francia (bandiera)     | A     | Mickael Darnet  |  |
| 41 | Inghilterra (bandiera) | C     | James Reid      |  |
| 42 | Inghilterra (bandiera) | A     | Ryan Whitehurst |  |
| 45 | Inghilterra (bandiera) | D     | Aaron Mitchell  |  |